# Rete filoviaria di Arnhem
La rete filoviaria di Arnhem (in olandese Arnhemse trolleybus) è la rete di filobus a servizio della città olandese di Arnhem. Entrata in servizio il 5 settembre 1949, è l'unica rete filoviaria ancora attiva nei Paesi Bassi.

## La rete
Dal 10 dicembre 2017 la rete si compone delle seguenti linee:
| Linea | Percorso                                   |
| ----- | ------------------------------------------ |
| 1     | Oosterbeek Station ↔ Velp                  |
| 2     | Stazione di Arnhem Centraal ↔ De Laar West |
| 3     | Het Duifje ↔ Burgers' Zoo/Openluchtmuseum  |
| 5     | Schuytgraaf ↔ Presikhaaf                   |
| 6     | De Laar West ↔ Elsweide/HAN                |
| 7     | Geitenkamp ↔ Rijkerswoerd                  |